# Gnathocera hyacinthina
Gnathocera hyacinthina är en skalbaggsart som beskrevs av Oliver Erichson Janson 1885. Gnathocera hyacinthina ingår i släktet Gnathocera och familjen Cetoniidae. Inga underarter finns listade i Catalogue of Life.